# 城官寺
城官寺（じょうかんじ）は、東京都北区上中里1丁目にある真言宗豊山派の寺院。

## 歴史
当寺院は昔筑紫（現在の福岡県）の安楽寺の僧侶が諸国巡礼の折、当寺に宿泊したことに始まる。その際に阿弥陀如来像を置き安楽院と称した寺院を創建した。当初はその関係から浄土宗の寺であった。
その後、江戸時代になり、山川貞久（城官）という江戸幕府に仕えていた鍼灸師がいた。ある時、三代将軍徳川家光が病で倒れた時、山川貞久は、豊島郡の平塚明神（現在城官寺に隣接してある平塚神社）に治癒を日夜祈っていた。家光の病気は治癒し、山川貞久は私財を投じて平塚明神を再建、さらに寛永11年（1634年）には平塚神社の別当として、当寺院を再興し真言宗の寺院とした。
寛永17年（1640年）徳川家光が鷹狩りの際、当地を訪問。その際に平塚神社を見て、その豪華さに当神社は誰が造営したのかと村長に尋ねたところ、家光が病床の際に山川貞久が平塚神社に日々祈願し、治癒した事に感謝してここまでにしたと言ったと言われている。
それを聞いた家光は感激し山川貞久を呼び出して、平塚神社と当寺院の社領として50石、さらに山川貞久に知行地として200石を与え、寺号を平塚山城官寺安楽院とするように命じたとされている。
それ以来、格式ある寺院として知られるようになった。明治時代になり、神仏分離令により平塚神社と切り離され、現在に至っている。
当寺院には、江戸幕府に奥医師として仕えていた多紀桂山一族の墓（東京都指定文化財（史跡）、1936年指定）及び山川貞久一族の墓がある。（北区有形文化財）

## 主な施設
- 本堂
- 城官寺会館（各宗派の葬儀・法要が可能）
- 山門の額（城官寺300年を記念して当時の内閣総理大臣・田中角栄による書[3]）
- 多紀桂山一族の墓
- 山川貞久一族の墓

## アクセス
- JR京浜東北線・上中里駅より徒歩3分
- 東京メトロ南北線・西ケ原駅より徒歩5分
- 拝観は無料。日中の時間帯のみ受け付け。
- 駐車施設:あり（少数）

## 公式サイト
- 城官寺公式ホームページ